# Tragocephala tournieri
Tragocephala tournieri là một loài bọ cánh cứng trong họ Cerambycidae.